# بتسویل (ایندیانا)
بتسویل (به انگلیسی: Batesville) شهری در ایالت ایندیانا، ایالات متحده آمریکا است. در سرشماری سال ۲۰۰۰، جمعیت این شهر ۶،۰۳۳ نفر اعلام شد. 